# Handmade Cities
Handmade Cities é o primeiro álbum de estúdio do guitarrista australiano Plini. Foi lançado em 26 de agosto de 2016, por um selo independente.
Destaque deste álbum fica por conta da música "Handmade Cities", cujo solo de guitarra figurou na 15ª posição entre os melhores solos de guitarra da década de 2010, em uma enquete realizada pela internet com os leitores da revista Guiar World Magazine.

## Críticas
| Críticas profissionais | Críticas profissionais |
| Avaliações da crítica  | Avaliações da crítica  |
| Fonte                  | Avaliação              |
| ---------------------- | ---------------------- |
| Sputnik Music          | [ 2 ]                  |

O site "Sputnik Music" deu ao álbum nota 4 de 5. Peter Hodgson, do Beat, comentou que Plini está "fazendo música de qualidade de classe mundial em seu primeiro álbum completo".
Já Steve Vai descreveu o álbum como "um dos melhores discos de guitarra instrumental que já ouviu, com visão melódica, rítmica e de futuro harmonicamente profundos"

## Faixas
Todas as músicas compostas por Plini.
| N.º            | Título                | Duração |  |
| 1.             | "Electric Sunrise"    | 5:05    |  |
| 2.             | "Handmade Cities"     | 4:45    |  |
| 3.             | "Inhale"              | 4:57    |  |
| 4.             | "Every Piece Matters" | 3:40    |  |
| 5.             | "Pastures"            | 7:33    |  |
| 6.             | "Here We Are, Again"  | 2:37    |  |
| 7.             | "Cascade"             | 6:00    |  |
| Duração total: | Duração total:        | 34:37   |  |

## Créditos
| - Plini – Guitarras - Simon Grove – Baixo elétrico - Troy Wright – Baterias, percussão | - Simon Grove – Mixagem de baterias - Plini – Mixagem de audio - Ermin Hamidovic – Masterização |